# 享保大饑荒
享保大饑荒為日本江戶時代中期發生的饑荒，是江戶四大饑荒的其中之一。

## 概要
享保16年（1731年）冬天氣候開始異常，並持續至隔年。
享保17年（1732年）夏天，因為冷夏與害蟲而導致西日本中國地方、四國地方、九州地方各地，尤其是濑户内海沿岸一帶嚴重歉收。梅雨持續了約60日導致夏天氣溫過低，蝗蟲、小綠葉蟬等害蟲大量繁殖造成嚴重蟲害，災情遍及西日本的46個藩。總石高原為236萬石的諸藩，該年只收成了百分之二十七弱的63萬石，餓死者超過12,000人（《德川實紀》記載餓死者為969,900人），250萬人以上苦於飢餓。
記取本次饑荒的教訓，將軍德川吉宗獎勵栽培稻米以外的穀物，青木昆陽並於當時普及其提倡的番薯。

## 外部連結
- . kotobank （日语）.